# José Cabanis
José Cabanis, all'anagrafe Cabanis Joseph Marie (Tolosa, 24 marzo 1922 – Balma, 6 ottobre 2000), è stato un romanziere, saggista e storico francese.
È stato eletto mainteneur dell'Académie des Jeux Floraux nel 1965 e membro dell'Académie française nel 1990.

## Premi letterari
- 1963 - Prix des libraires[2]
- 1966 - Premio Renaudot[3]
- 1976 - Gran premio di letteratura dell'Accademia francese[4]

## Opere
- La Pitié (Schopenhauer, Nietzsche, Max Scheler, Dostoïevski)  (Gallimard, 1948)
- L’Organisation de l’État d’après La République de Platon et La Politique d’Aristote  (Gallimard, 1948)
- L’Âge ingrat  (Gallimard, 1952)
- L’Auberge fameuse  (Gallimard, 1953)
- Juliette Bonviolle  (Gallimard, 1954)
- Le Fils  (Gallimard, 1956)
- Les Mariages de raison  (Gallimard, 1957)
- Jouhandeau  (Gallimard, 1959)
- Le Bonheur du jour, (Gallimard, 1960), Prix des Critiques
- Les Cartes du temps, (Gallimard, 1962), Prix des libraires
- Plaisir et lectures. I.  (Gallimard, 1964)
- Les Jeux de la nuit  (Gallimard, 1964)
- Proust et l’écrivain   (Hachette, 1965)
- La Bataille de Toulouse (Prix Renaudot)  (Gallimard, 1966)
- Plaisir et lectures. II.  (Gallimard, 1968)
- Une vie, Rimbaud  (Hachette, 1968)
- Des Jardins en Espagne  (Gallimard)
- Le Sacre de Napoléon  (Gallimard)
- Préface du Tome I des œuvres de Julien Green  (Bibliothèque de la Pléiade, 1972)
- Charles X, roi ultra (Prix des Ambassadeurs)  (Gallimard, 1974)
- Saint-Simon l’admirable (Grand Prix de la Critique)  (Gallimard, 1974)
- Saint-Simon ambassadeur  (Gallimard, 1974)
- Les Profondes Années (Grand Prix de Littérature de l’Académie française)  (Gallimard, 1976)
- Michelet, le prêtre et la femme  (Gallimard, 1978)
- Petit entracte à la guerre  (Gallimard, 1980)
- Lacordaire et quelques autres  (Gallimard, 1982)
- Préface aux Conférences de Lacordaire à Toulouse  (Éd. d'Aujourd'hui)
- Le Musée espagnol de Louis-Philippe. Goya  (Gallimard, 1986)
- Préface aux Affaires de Rome, de Lamennais  (La Manufacture, 1986)
- L’Escaladieu  (Gallimard, 1987)
- Pages de journal   (Éd. Sables, 1987)
- Pour Sainte-Beuve  (Gallimard)
- Chateaubriand, qui êtes-vous ?  (La Manufacture, 1988)
- Préface de La Correspondance Lacordaire-Montalembert  (Le Cerf, 1989)
- L’Âge ingrat, réédition de l’ensemble du cycle  (Gallimard, 1989)
- Préface du Tome II des Œuvres de Julien Green  (Bibliothèque de la Pléiade, 1990)
- Le Crime de Torcy, suivi de Fausses nouvelles  (Gallimard, 1990)
- En marge d’un Mauriac  (Éd. Sables, 1991)
- Mauriac, le roman et Dieu  (Gallimard, 1991)
- Préface à un choix de pages du Temps immobile, de Claude Mauriac   (Grasset, 1993)
- Préface à Dits et inédits, de Bussy-Rabutin   (Éd. de l’Armançon, 1993)
- Dieu et la NRF, 1909–1949  (Gallimard, 1994)
- Le Diable à la NRF, 1911–1951  (Gallimard, 1996)
- Autour de Dieu et le Diable à la NRF  (Éd. Sables, 1996)
- Magnificat  (Éd. Sables, 1997)
- Jardins d’écrivains (with Georges Herscher)  (Actes-Sud, 1998)
- Julien Green et ses contemporains, le cas Mauriac (en collaboration à Littératures contemporaines, Julien Green)  (Klincksieck, 1998)
- Le Sacre de Napoléon (new edition)  (Le Grand livre du mois, 1998)
- Entretien (with Chateaubriand)  (Éd. Cristel, 1998)
- Lettres de la Forêt-Noire, 1943–1998  (Gallimard, 2000)